# Ассамблеи Бога
Ассамблеи Бога, Всемирное братство Ассамблей Бога — христианская пятидесятническая церковь. Представлена в 213 странах и территориях и объединяет более 67 миллионов верующих (2013 год).
Всемирное братство Ассамблей Бога не имеет единого центра; каждый национальный союз, входящий в братство, имеет широкую автономию и собственное управление. Штаб-квартира американского отделения Ассамблей Бога расположена в г. Спрингфилде (штат Миссури). Ассамблеи Бога являются активными участниками Всемирных пятидесятнических конференций. В США в состоянии на конец 2023 года 2 984 352 (крещённых 1 737 524) членов местной Ассамблеи Бога. 
Английское название Assemblies of God также можно перевести как Собрания Божии. Отдельная церковная община может именовать себя в единственном числе — Ассамблея Бога.

## История
Начало Ассамблеям Бога положила Всеамериканская конференция пятидесятников 1914 года в г. Хот-Спрингсе (Арканзас, США). Тогда около 300 пасторов из пятидесятнических общин США приняли решение объединиться для координации миссионерских программ и издательской деятельности. У истоков движения стояли Ю. Н. Белл (ставший первым председателем), Дж. Р. Флауэр (первый секретарь), Т. К. Леонард, Г. Госс, Д. Оуэн, А. П. Коллинс и М. Пинсон. До конца 1914 года в объединение влились в общей сложности 531 группа с 6 тыс. членов.
Первый генеральный совет отложил принятие доктринальных заявлений, ограничившись лишь утверждением о богодухновенности Библии и её самодостаточности в вопросах вероучения и практики. В 1916 году Ассамблеи Бога окончательно утвердили тринитарианскую доктрину, что привело к выходу из движения пятидесятников-унитариан. В 1920 году к Ассамблеям присоединился союз Пятидесятнических Ассамблей Канады. Последующие годы — время формирования национальных союзов в Великобритании, Индии, Австралии, Японии, Южной Африке и активной миссионерской работы по всему миру.

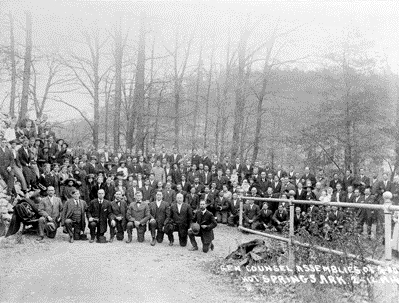
Пятидесятническая конференция 1914 года

В 1947 году Ассамблеи Бога приняли активное участие в организации первой Всемирной пятидесятнической конференции. Церковь также стояла у истоков формирования Пятидесятнического братства Северной Америки, организованного в следующем 1948 году.
С 1950-х годов миссионеры Ассамблей Бога сосредоточились на обучении национальных лидеров коренных народов миссии. Подобная практика привела к резкому росту церкви в отдельных странах. Под руководством генерального председателя Томаса Циммермана (1959—1985) Ассамблеи Бога устанавили партнёрские связи с евангельскими консервативными братствами Америки, Лозаннским движением и др. Примерно в это же время служитель Ассамблей Бога Дэвид дю Плесси устанавливает связи со Всемирным советом церквей, различными протестантскими церквами и Римско-католической церковью.
Начиная с 1960-х годов американское отделение Ассамблей Бога привлекает к себе внимание стремительным приростом прихожан. В 1960-65 годах прирост составил 12,5 %; в 1970-75 достиг 31,7 %; в 1980-85 был равен 16 %. Во второй половине 1990-х годов американские Ассамблеи Бога оказались затронуты т. н. «Браунсвилльским пробуждением», начавшемся в 1995 году в поместной общине Браунсвилля, (Пенсакола, Флорида).
В 1988 году для более успешной миссионерской координации Ассамблеи Бога были реорганизованы во Всемирное Братство Ассамблей Бога. Первым председателем в том же году был избран д-р Филипп Хоган. В 1992 году его сменил Дэвид Ёнги Чо, руководивший братством до 2000 года. Преемником Ёнги Чо стал Томас Е. Траск. В 2008—2017 годах лидером движения являлся доктор Джордж О. Вуд.

## Вероучение
Ассамблеи Бога — христианская тринитарианская деноминация протестантского толка. Относится к пятидесятническим союзам двух благословений. Церкви Ассамблей Бога придерживаются консервативных евангельских взглядов.

### Фундаментальные доктрины
В октябре 1916 году на четвёртой Генеральной Ассамблее были приняты 16 фундаментальных доктрин, выражавших основы вероучения церкви:

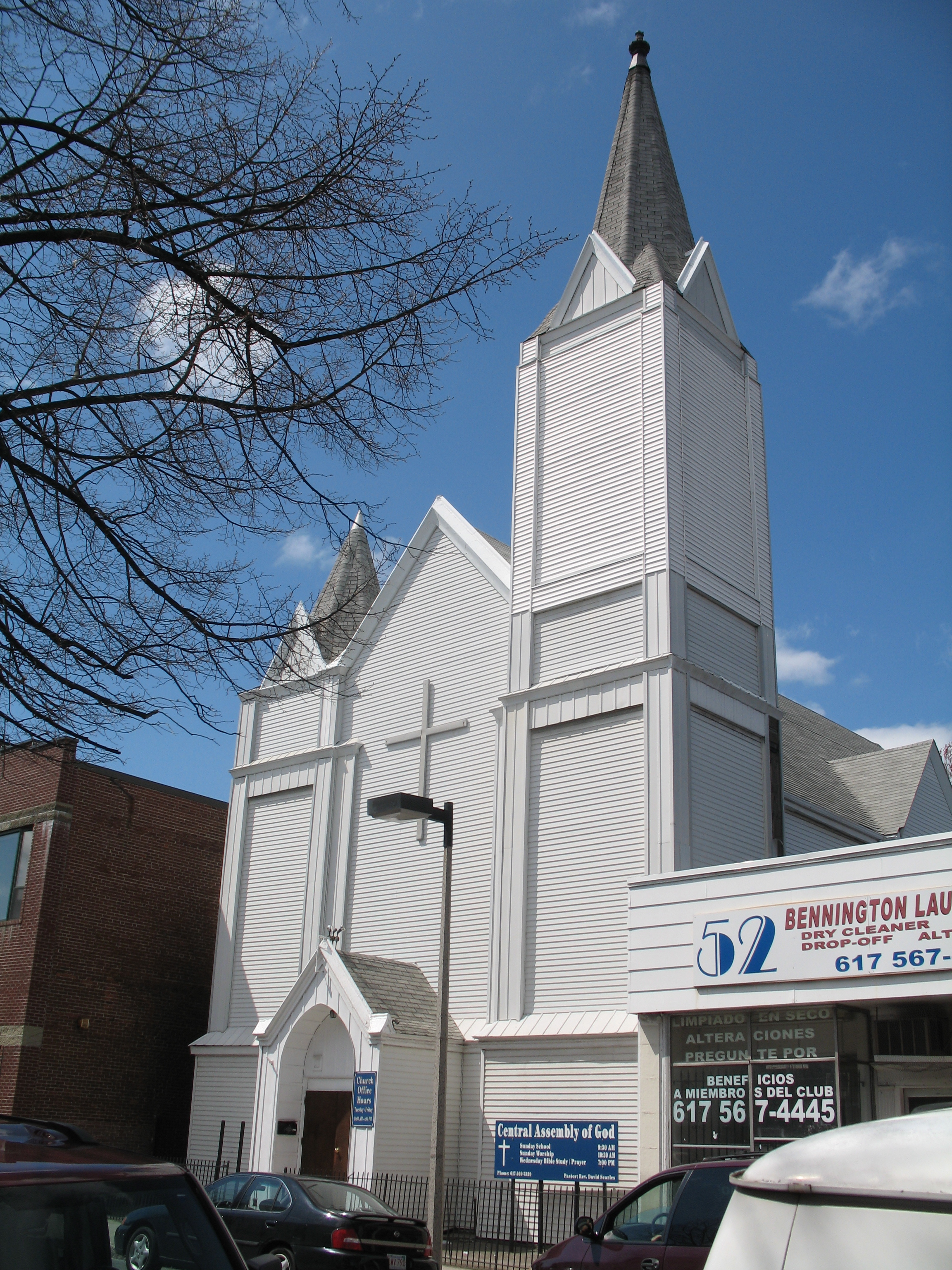
Церковь Ассамблей Бога в США

1. Вера в богодухновенность и самодостаточность Библии;
2. Вера в триединого Бога;
3. Вера в божественную и человеческую природу Иисуса Христа;
4. Грехопадение человека и первородный грех;
5. Спасение принимается через покаяние и веру в Христа;
6. Таинства Церкви — причастие и водное крещение;
7. Крещение Духом Святым;
8. Физическое знамение крещения Духом Святым — говорение на иных языках;
9. Освящение — акт отделения от зла и посвящения Богу;
10. Церковь есть Тело Христово и состоит из святых верующих. Миссия церкви на земле — поклонение Богу, спасение грешников и служение друг другу;
11. Служение каждого верующего;
12. Вера в возможность божественного исцеления, предусмотренного искуплением;
13. Вера в воскресение мертвых;
14. Тысячелетнее Царство;
15. Страшный Суд;
16. Новое Небо и Новая Земля;

Статьи 2 и 3 являются полемикой с пятидесятниками-унитариями. Статья 9 полемизирует с пятидесятниками трех духовных благословений. Без существенных изменений 16 фундаментальных доктрин остаются позицией Ассамблей Бога и по сей день.

### Социальные, этические, правовые и богословские концепции
В разное время Генеральный совет Ассамблей Бога публиковал концепции о тех или иных социальных и этических явлениях в обществе. В подобных публикациях отражены:
- аполитичность церкви;
- призыв к верующим влиять на общество, в том числе и с помощью голосования;
- лояльность к государственным институтам; обязанность верующих платить налоги;
- право верующего на службу в армии и ношение оружия[7];
- вера в божественное установление семьи и брака, запрет на развод, осуждение сожительства;
- признание контрацепции как вопроса личной совести; при этом абортивная контрацепция является грехом[8];

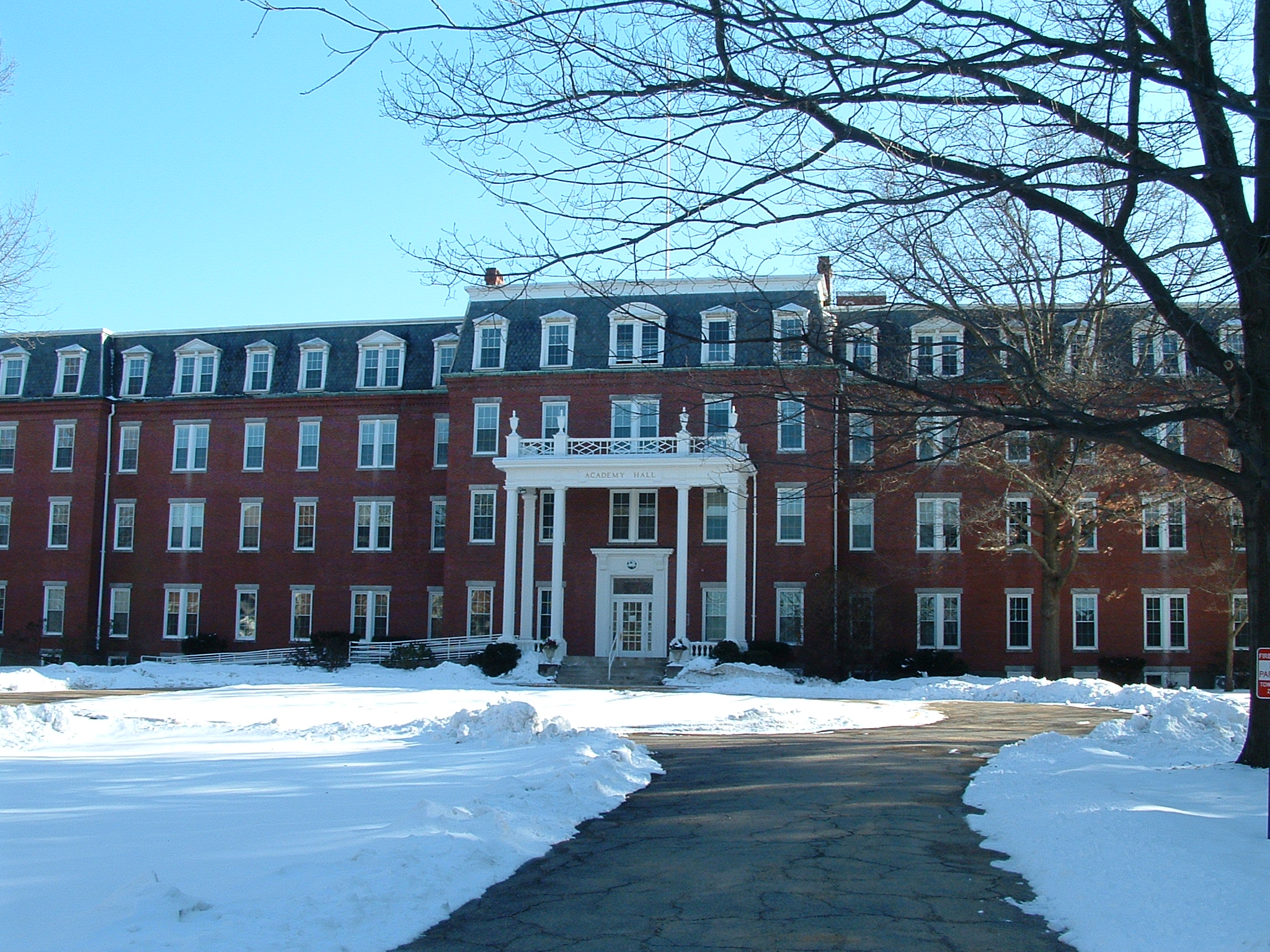
Библейский колледж «Сион» (США)

- уважение к биомедицинским исследованиям и исследованиям стволовых клеток, при условии признания святости человеческой жизни[8];
- осуждение алкоголизма и наркомании;
- осуждение азартных игр[9];
- полное неприятие гомосексуализма[10];
- осуждение клонирования;
- запрет на аборт во всех формах;
- признание эвтаназии формой самоубийства[11].

Также, Ассамблеи Бога заявляли об ошибочности учений
евангелия процветания, «наследственных проклятий», возможности одержимости верующего, различных учений о новом мировом христианском порядке. Ассамблеи Бога критикуют практики «родовых мук», «святого смеха» и подобные им.

## Распространение
По числу верующих является третьей (после Римско-католической и Русской православной церкви) христианской деноминацией в мире (см. также Численность христиан). По числу приходов во всём мире (366 тыс.) Ассамблеи Бога заметно опережают как Римско-Католическую церковь (270 тыс.), так и Русскую православную (30 тыс.).
В ноябре 1914 года второй Генеральный совет Ассамблей Бога объявил «величайшую евангелизацию, которую когда либо видел мир». В настоящее время Всемирное Братство Ассамблей Бога является одной из самых быстрорастущих христианских деноминаций в мире. Так, с 1988 по 2010 год число верующих увеличилось с 18 млн до 64 млн. В августе 2010 года Исполнительный совет церкви принял программный документ «Видение 2020», поставивший целью к 2020 году достичь цифры в 100 млн прихожан.
На данный момент в движение входит 150 автономных национальных союзов и региональных групп, объединяющих 366 тыс. церквей. Большая часть верующих Ассамблей Бога проживает в Латинской Америке и Африке. Крупнейшими союзами внутри Ассамблей Бога являются:

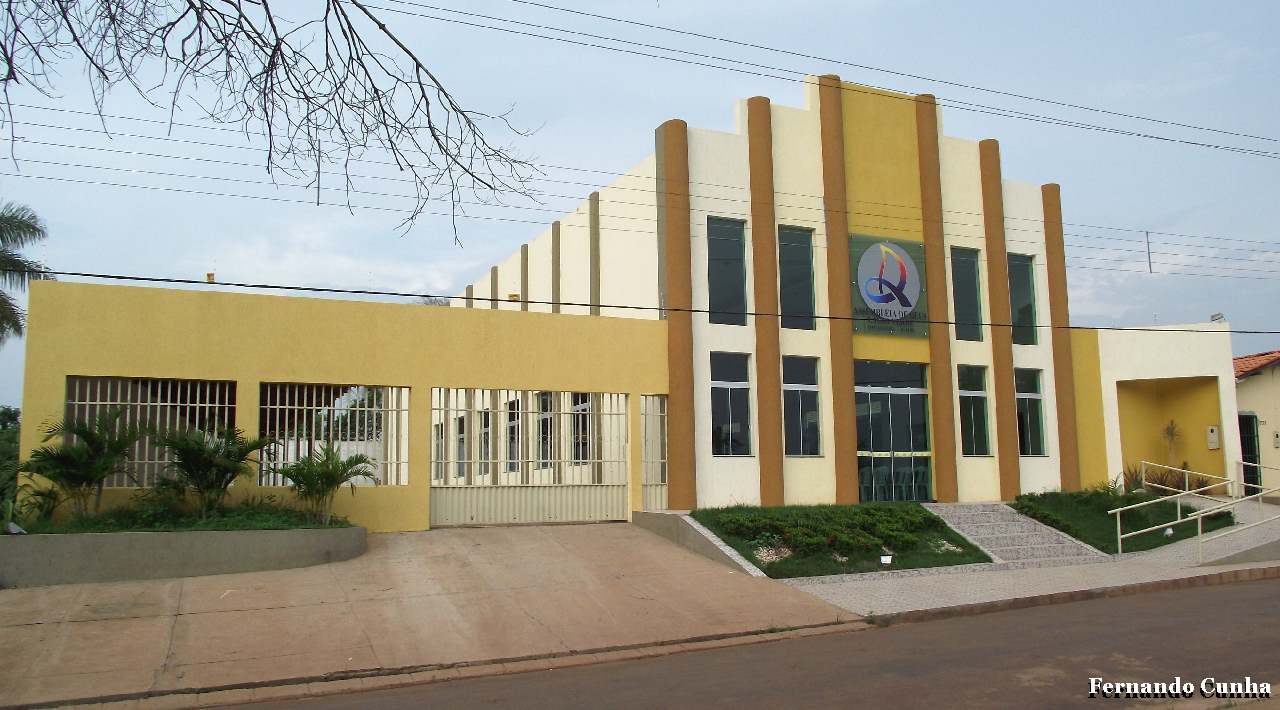
Ассамблеи Бога в Бразилии

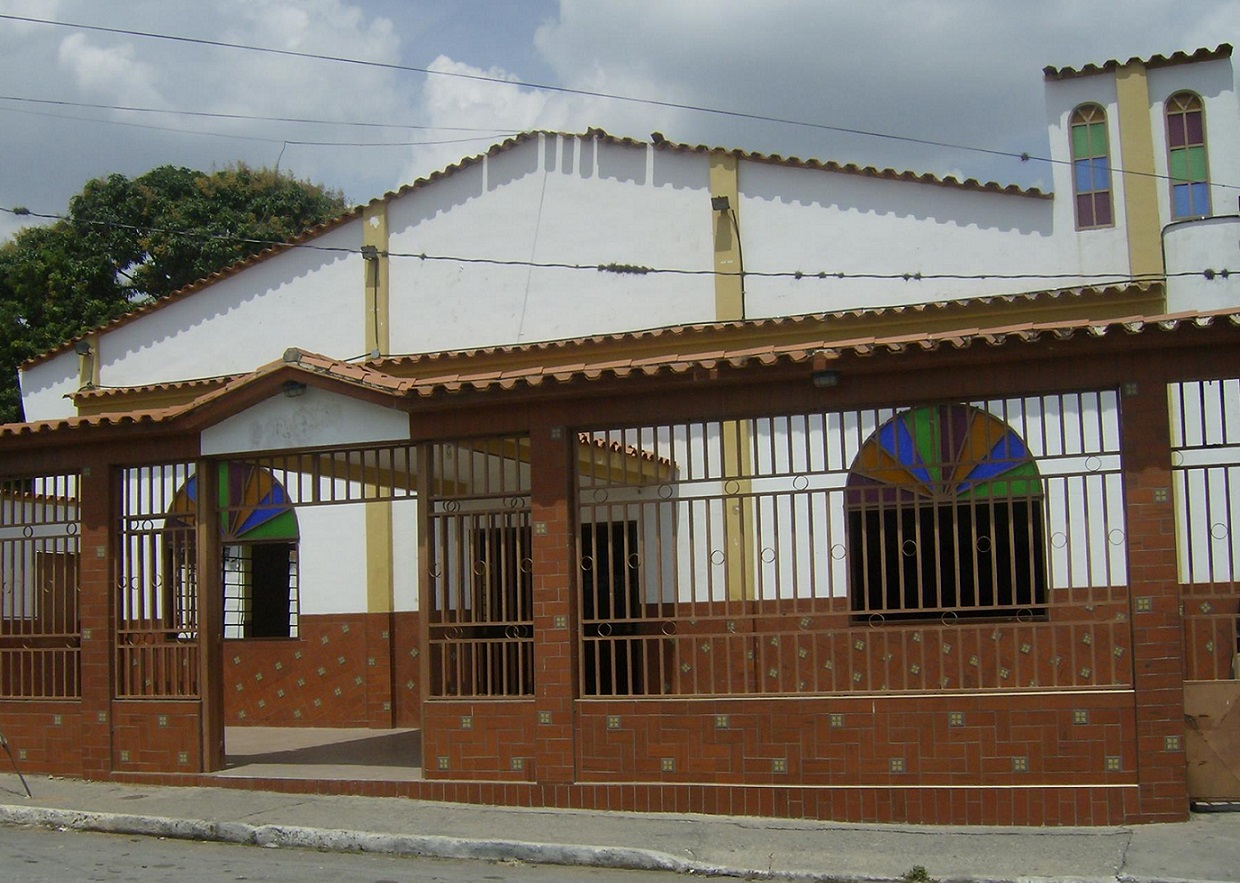
Sion — Ассамблеи Бога в Баркисимето, Венесуэла.

1. Бразильские Ассамблеи Бога — 21,5 млн верующих[16]
2. Ассамблеи Бога (США) — 3,1 млн верующих[17]
3. Корейские Ассамблеи Бога — 2,8 млн верующих[18]
4. Ассамблеи Бога в Нигерии — 2,6 млн верующих[19]
5. Ассамблеи Бога в Анголе — 2 млн верующих[20]
6. Ассамблеи Бога в Гане — 1,6 млн верующих
7. Евангельская Церковь Ассамблей Бога в Мозамбике — 1,5 млн верующих[20]
8. Ассамблеи Бога в Буркина-Фасо — 1,2 млн[21]
9. Ассамблеи Бога в Мексике — 1 млн верующих[22]
10. Ассамблеи Бога в Индии — 1 млн верующих[23]

### Статистика по регионам
Административно, Ассамблеи Бога разделены на 7 регионов:
Европейский регион — включает союзы Албании, Болгарии, Венгрии, Великобритании, Греции, Дании, Ирландии, Испании, Италии, Косово, Македонии, Мальты, Нидерландов, Норвегии, Польши, Португалии, Румынии, Словении, Словакии, Финляндии, Хорватии, Черногории, Чехии и
Швейцарии. В 2020 году созданы союзы в Исландии и Каталонии.
Евроазиатский регион — включает союзы Армении, Бангладеш, Белоруссии, Грузии, Индии, Ирака, Ирана, Казахстана, Литвы, Молдовы, Пакистана, России, Таджикистана, Монголии, Украины, Эстонии, а также группы в странах Ближнего Востока и Северной Африки.
Регион Северной Азии — включает союзы Китая и Северной Кореи.

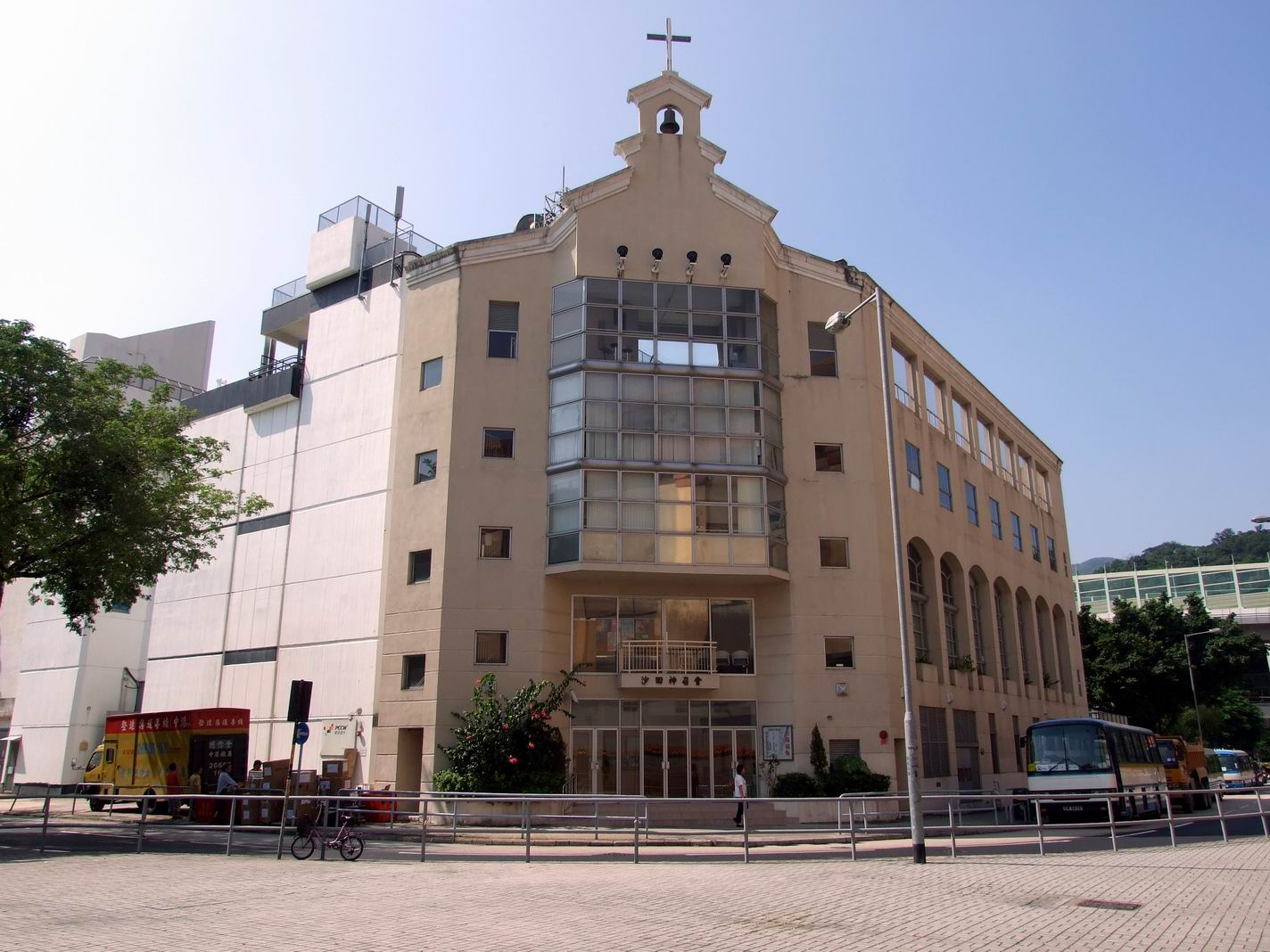
Церковь Ассамблей Бога в Гонконге

Тихоокеанский регион — включает союзы Австралии, Вануату, Гуама, Гонконга, Индонезии, Вьетнама, Лаоса, Брунея, Камбоджи, Кирибати, Малайзии, Науру, Новой Каледонии, Новой Зеландии, Папуа-Новой Гвинеи, Пуэрто-Рико, Самоа, Северных Марианских островов, Сингапура, Соломоновых островов, Тайваня, Таиланда, Тонги, Фиджи, Филиппин, Французской Полинезии, Шри-Ланки, Южной Кореи и Японии.
Африканский регион — включает союзы Анголы, Бенина, Ботсваны, Буркина-Фасо, Габона, Ганы, Гвинеи, Замбии, Зимбабве, Канарских островов, Камеруна, Кабо-Верде, Конго (Браззавиль), Конго (ДРК), Кот-д’Ивуара, Кении, Лесото, Либерии, Маврикия, Мадагаскара, Малави, Мозамбика, Намибии, Нигера, Нигерии, Реюньона, Руанды, Сенегала, Сьерра-Леоне, Танзании, Того, Уганды, Эсватини, Эфиопии, Экваториальной Гвинеи и ЮАР.
Латиноамериканский регион — включает союзы Аргентины, Арубы, Багамских островов, Белиза, Боливии, Бразилии, Венесуэлы, Гватемалы, Гайаны, Гаити, Гондураса, Доминиканской Республики, Колумбии, Коста-Рики, Кубы, Мексики, Никарагуа, Панамы, Парагвая, Перу, Сальвадора, Суринама, Тринидада, Уругвая, Французской Гвианы, Чили, Эквадора и Ямайки.
Северомериканский регион — включает союзы США и Канады.
 Статистика по регионам, конец 2011: 
| Регион                    | Стран и территорий | Число церквей | Число верующих |
| ------------------------- | ------------------ | ------------- | -------------- |
| Европейский регион        | 37                 | 10 379        | 1 852 401      |
| Евразийский регион        | 43                 | 19 640        | 2 302 226      |
| Тихоокеанский регион      | 33                 | 29 484        | 5 717 736      |
| Африканский регион        | 50                 | 67 825        | 16 599 208     |
| Латиноамериканский регион | 37                 | 211 087       | 29 207 850     |

### Ассамблеи Бога в России
В 1921 году в советскую Россию прибыл первый миссионер Ассамблей Бога — Иван Воронаев. Некоторое время основанный им Союз Христиан Евангельской Веры поддерживал связи с американскими Ассамблеями Бога. Однако с началом репрессий 1929 года все контакты были прерваны.
В настоящее время на территории России действуют 2 союза, входящих в Ассамблеи Бога. Это Российская церковь христиан веры евангельской и Российские Ассамблеи Бога христиан веры евангельской.

## Персоналии

### Служители Ассамблеи Бога
- Иван Воронаев
- Давид Вилкерсон
- Эдуард Грабовенко
- Дэвид Дю Плесси
- Дэвид Ёнги Чо
- Клеман Ле Коссек
- Ники Крус
- Агнесса Озман
- Павел Окара
- Михаил Паночко
- Кеннет Хейгин
- Бенни Хинн

### Известные прихожане Ассамблеи Бога
- Мойя Бреннан — ирландская певица
- Джессика Веласкес — американская певица и актриса
- Мики Гилли — американский певец
- Джерри Ли Льюис — американский певец
- Мика Поутала — финский спортсмен
- Элвис Пресли — король рок-н-ролла (впоследствии покинул церковь)
- Сара Пэйлин — губернатор штата Аляска
- Джейн Расселл — американская актриса
- Марина Силва — бразильский политик
- Лилиан Трэшер — основательница крупнейшего сиротского приюта в Египте
- Сэм Чайлдерс — основатель «Ангелов Восточной Африки»
- Лазарус Чаквера — президент Малави
- Джон Эшкрофт — 79-й генеральный прокурор США